# Edward Zárate
Edward Alexander Zárate Antón (Sechura, 1 de marzo de 1972) es un abogado y político peruano. Fue congresista de la república por Piura durante el breve periodo 2020-2021.

## Biografía
Edward Zárate nació en la ciudad de Sechura en Piura, el 1 de marzo de 1972.
Ingresó a la Universidad Privada Antenor Orrego para estudiar la carrera de Derecho, titulándose como abogado en el año 1998.
Fue asesor de los municipios de los distritos de Sondorillo y Veintiséis de Octubre en el año 2019.

## Trayectoria política
Fue fundador del movimiento provincial ‘Sechuranos Unidos’, siendo su presidente desde el año 2006 hasta su pérdida de inscripción en el año 2007.
Postuló sin éxito al Congreso de la República por Alianza por el Gran Cambio en las elecciones del año 2011.
En el año 2014 se integró al partido fujimorista Fuerza Popular y postuló a la presidencia del Gobierno Regional de Piura en las elecciones regionales del 2014, quedando en el sexto lugar. Postuló también sin éxito a la alcaldía de la provincia de Sechura en el año 2018.

### Congresista de la República
En las elecciones parlamentarias extraordinarias del año 2020, Edward Zárate postuló nuevamente al Congreso de la República y finalmente fue elegido como congresista de la república por Piura, bajo las filas de Fuerza Popular, con 19,708 votos. Fue luego juramentado para completar el disuelto periodo parlamentario 2016-2021.
Como congresista, presidió la Comisión de Comercio Exterior desde el 2020 hasta el 2021. En noviembre del 2020, votó a favor de los 2 procesos de vacancia contra el entonces presidente Martín Vizcarra.
Tras culminar su gestión como congresista, Edward Zárate dejó Fuerza Popular en 2021 y luego se incorporó al partido Alianza para el Progreso para postular por segunda vez a la presidencia del Gobierno Regional de Piura en las elecciones regionales del 2022, quedando nuevamente en el sexto lugar de las preferencias.